# Poecilium eximium
Poecilium eximium là một loài bọ cánh cứng trong họ Cerambycidae.